# Eburia stigma
Eburia stigma là một loài bọ cánh cứng trong họ Cerambycidae.